# Doom 3
Doom 3 je sci-fi FPS počítačová hra s prvky survival hororu od id Software, vydána společností Activision. Vyšla pro MS Windows 3. srpna 2004. Později byla hra přizpůsobena pro Linux a pro Mac OS X. 3. dubna 2005 vyšla verze pro Xbox vyrobená lidmi z Vicarious Visions. S designem multiplayeru asistovalo britské studio Splash Damage.
Hra zcela ignoruje události předchozích dílů, navzdory svému názvu se tedy jedná o reboot původní série. Příběh se odehrává v roce 2145 na Marsu, převážně v komplexu nadnárodní společnosti Union Aerospace Corporation (UAC). Zde se provádí mnohé výzkumné projekty, jako je teleportace, biologický výzkum a design pokročilých zbraní. Ale právě experimenty s teleportací vyústí v otevření brány do pekel a výsledkem je katastrofická invaze démonů. Hráč, anonymní voják, se musí probojovat základnou a zjistit, jak zabránit útoku pekla na Zemi. Doom 3 pohání mnoha cenami ověnčený id Tech 4 engine.
Hra byla pro id Software komerčním úspěchem, bylo prodáno více než 3,5 milionu kusů. Kritika přijala Doom 3 také velmi dobře, zvláště kvůli jeho grafické prezentaci, ale někteří byli zklamáni odlišným stylem hraní od původního Dooma.
V dubnu 2005 vyšel datadisk Doom 3: Resurrection of Evil od Nerve Software. V říjnu stejného roku přišel do kin film Doom a plnohodnotné pokračování hry, Doom IV, bylo oznámeno v květnu 2008. To se nakonec nestalo a došlo k vytvoření nového, podstatně zdařilejšího rebootu Doom (2016).
V listopadu 2010 vyšel dabing od skupiny Perla Group.

## Příběh
Příběh hry je vyprávěn rozhovory ve hře a několika cut-scénami, stejně tak jako e-maily, zvukovými záznamy a videosoubory nalezenými během hry. V úvodní scéně dorazí Elliott Swann a Jack Campbell do Mars City, přístupové části základny UAC. Vystoupí z transportu ze Země a těsně za nimi i samotný hráč. Swann a Campbell poté mají ostrou výměnu názorů s Malcolmem Betrugerem ohledně zvěstí a stížností na základnu. V tu samou dobu má hráč namířeno za seržantem Thomasem Kellym pro rozkazy. Kelly dá mariňákovi za úkol najít ztraceného vědce z laboratoří Delta. Najde ho v blízkosti vyřazeného komunikačního centra, jak se zoufale snaží odeslat varování pro UAC na Zem týkající se Betrugerových experimentů s teleportací. Zatímco se to vědec snaží vysvětlit, proběhne další z testů a celou základnou projde nepřirozená vlna. Ta změní většinu personálu v zombie a invaze démonů vypukne.
Hráč se nyní probojuje zpět do Mars City, kde dostane od Kellyho rádiem příkaz spojit se s jinou jednotkou a dostat přenosovou kartu s tísňovým voláním do hlavního komunikačního centra, aby mohli zavolat posily. Při postupu základnou náš mariňák zjistí, že Swann a Campbell přežili a mají namířeno na stejné místo, ale s jiným úmyslem. Chtějí zabránit odeslání zprávy na zem v naději, že se povede situaci na Marsu utajit. Tým, ke kterému se měl mariňák připojit, je vyvražděn, ale podaří se mu získat přenosovou kartu. Nedokáže ovšem zabránit tomu, aby Campbell zničil většinu komunikačního vybavení. Kelly ho tedy nasměruje k záložnímu systému, kde hráč dostane na výběr za dvou možností. Buď může poslechnout Kellyho rozkaz k zaslání nouzového volání o posily, nebo přijme Swannovy argumenty o tom, že bude nejlepší neohrozit Zemi dokud se nezjistí, co se vlastně děje. Poté je poslán do laboratoří Delta Kellym nebo Swannem, v závislosti na tom, koho poslechl.
Po cestě ho kontaktuje Betruger, který se nyní ukáže v jasném světle. Spolupracuje s peklem na invazi na Zem. Pokud mariňák tísňové volání neodeslal, udělá to Betruger sám. Doufá, že bude moci k invazi použít lodě s posilami. Pokusí se hlavního hrdinu neúspěšně zabít jedovatým plynem v recyklačním centru. V dalším postupu hrou zjistí hráč od vědce detaily o experimentech, expedicích do pekla a Betrugerovou posedlostí testy, a také o archeologických vykopávkách pod povrchem Marsu. Výkop objevil ruiny starověké civilizace a zmínky o artefaktu Soul Cube. Jde o zbraň obrovské moci proti silám pekla. Tu se pak hráči podaří získat od jejího démonického strážce. Betruger mu později řekne, že přestože hlavní teleport UAC byl zničen, peklo otevírá svůj vlastní, schopný dopravit na Mars miliony démonů. V laboratořích Delta potká hráč zraněného Swanna. Dozví se od něj, že seržant Kelly spolupracoval s peklem po celou dobu a nyní je jím přeměněn. Také mu předá PDA obsahující informace o umístění pekelné brány pod povrchem Marsu a ujistí ho, že se ze základny dostane sám.
Mariňák se setká s Campbellem u centrálního počítače základny. Campbell je smrtelně zraněn a než zemře, stihne říct, že Kelly mu vzal BFG 9000. Poté se Kelly ozve démonickým hlasem. Hráč mu čelí v jádru počítače a zjišťuje, že Kelly je nyní mutant – člověk zkombinovaný s robotem. Po jeho zabití si BFG 9000 vezme a zamíří pod povrch, tam kde byla vykopána Soul Cube. Najde pekelnou bránu a utká se nejsilnějším monstrem, Cyberdémonem. Po jeho porážce Soul Cube zapečetí bránu. Poslední scéna ve hře ukazuje posily ze Země, které objeví celý masakr. Mariňáka najdou živého, ale zjistí, že Swann to nezvládl. Také nemohou najít doktora Betrugera, který je v posledním záběru v pekle, převtělen ve velkého démona podobného draku.
Děj hry pokračuje v datadisku Doom 3: Resurrection of Evil.

## Vývoj hry
O plánu vytvořit remake hry Doom informoval John Carmack svůj tým v Id Software v červnu 2000. Plán nejprve vyvolal v rámci týmu velkou vlnu nesouhlasu a s plánem nesouhlasili i někteří vlastníci a zakladatelé Id Software. Až po úspěchu jejich hry Return to Castle Wolfenstein většina zaměstnanců změnila svůj názor a začali s úmyslem Johna Carmacka souhlasit. Aby přesvědčili i vlastníky firmy, kteří stále s úmyslem nesouhlasili, dali jim ultimátum - buď budou souhlasit s vývojem hry, nebo ať je propustí[zdroj?]. Po tomto ultimátu bylo pokračování hry definitivně odsouhlaseno a vývoj hry začal koncem roku 2000, jakmile byly ukončeny práce na Quake III: Team Arena.
První informace o hře byly oficiálně zveřejněny v roce 2001 na Macworld Conference & Expo v Tokiu. První hratelná ukázka, která měla 15 minutovou délku, pak byla zveřejněna na herní události E3 2002 kde získala celkem 5 ocenění. V roce 2002 se díky dvěma zaměstnancům ATI Technologies dostala na Internet vývojová verze hry. V roce 2003 byl zveřejněn nový trailer a firma také informovala o zpoždění hry (původně bylo počítáno se zahájením prodeje hry o prázdninách 2003) s novým očekávaným datem vydání o Vánocích 2003.
Vývoj hry se nakonec ještě zpozdil a hra byla dokončena až v červenci 2004.

## Vydání hry
Vývoj hry byl ukončen 14. července 2004, verze pro MacOS byla oznámena následující den. V USA byl prodej zahájen o půlnoci na 3. srpna 2004, do Evropy se pak hra dostala 13. srpna téhož roku. Verze pro operační systém GNU/Linux byla vydána 4. října, verze pro MacOS se dostala na řadu až 14. března 2005, ale pouze pro starší modely, které nebyly ještě postaveny na x86 platformě, ostatní uživatelé MacOS si museli počkat až do 20. února 2006, kdy byl vydán oficiální patch 1.3 revize A, který přidával podporu pro novější modely MacOS. Konverze pro Xbox byla zveřejněna 3. srpna 2005.
Na akci QuakeCon 2011 John Carmack oznámil, že bude zveřejněn pod svobodnou GPL licencí Doom 3 engine, samozřejmě bez dat z vlastní hry. Kód byl nakonec zveřejněn 22. listopadu 2011 a obsahoval několik novinek, které měly předejít případným právním sporům.